# 2002 au cinéma
| Années du cinéma : 1999 - 2000 - 2001 - 2002 - 2003 - 2004 - 2005    |
| Décennies du cinéma : 1970 - 1980 - 1990 - 2000 - 2010 - 2020 - 2030 |

Cet article présente les faits marquants de l'année 2002.

## Festivals

### Cannes
- Le Pianiste de Roman Polanski remporte la Palme d'or.

### Autres festivals
- x : 8e Semaine du cinéma britannique d'Abbeville : x
- x : 12e Festival du cinéma africain de Milan : Prix du meilleur long métrage : Le prix du pardon de Mansour Sora Wade (Sénégal / France)
- x : Festival du film de Sundance : x
- x : 9e Fantastic'Arts de Gerardmer : x
- x : 52e Festival international du film de Berlin : x
- x : 4e Festival du film asiatique de Deauville : x
- x : 24e Festival international de films de femmes de Créteil : x
- x : 29e Festival du film de Paris : x
- x : 20e Festival du film policier de Cognac : x
- x : 26e Festival international du film d'animation d'Annecy : x
- du 4 juillet au 7 juillet : 2e Festival international du film fantastique de Neuchâtel
- 8 septembre : 59e Mostra de Venise : The Magdalene Sisters de Peter Mullan gagne le Lion d'or.
- 30 septembre au 5 octobre : 3e Festival international du film d'Aubagne - Music & Cinema[1].
- x : 28e Festival du cinéma américain de Deauville : x
- x: 16e Festival international de films de Fribourg (FIFF)
- du 19 au 26 février : 8e Festival international des cinémas d'Asie de Vesoul :
  - Prix du public : Quand Maryam s'est dévoilée d'Assad Fouladkar (Liban)
  - Cyclo d'or – Prix du Jury : Lan Yu de Stanley Kwan (Hong Kong)
  - Prix du jury jeunes : Petites histoires en Turkestan de Elsa Cornevin et Amiel Emdin
- Festival du cinéma d'Irlande et de Grande-Bretagne à Cherbourg :
  - Prix du public : Re-inventing Eddie de Jim Doyle avec John Lynch, Geraldine Somerville, John Thomson
  - Prix du jury du meilleur film : Re-inventing Eddie de Jim Doyle avec John Lynch, Geraldine Somerville, John Thomson
- x : 5e Concours International de courts-métrages de la ville de Soria
- du 28 novembre au 1er décembre : 10e Festival du cinéma russe à Honfleur : Grand prix : L'Étoile (Звезда), de Nikolaï Lebedev

## Récompenses

### Oscars
La 74e cérémonie des Oscars s'est déroulée le 24 mars 2002 et récompensait les films sortis en 2001.
- Meilleur film : Un homme d'exception de Ron Howard
- Meilleur réalisateur : Ron Howard pour Un homme d'exception
- Meilleur acteur : Denzel Washington dans Training Day
- Meilleure actrice : Halle Berry dans À l'ombre de la haine
- Meilleur acteur dans un second rôle : Jim Broadbent dans Iris
- Meilleure actrice dans un second rôle : Jennifer Connelly dans Un homme d'exception
- Meilleur scénario original : Julian Fellowes pour Gosford Park
- Meilleur scénario adapté : Akiva Goldsman pour Un homme d'exception
- Meilleur film en langue étrangère : No Man's Land de Danis Tanović

### Césars
- Meilleur film et Meilleur réalisateur : Le Fabuleux Destin d'Amélie Poulain de Jean-Pierre Jeunet
- Meilleur acteur : Michel Bouquet dans Comment j'ai tué mon père
- Meilleure actrice : Emmanuelle Devos dans Sur mes lèvres
- Meilleur second rôle masculin : André Dussollier dans La Chambre des officiers
- Meilleur second rôle féminin : Annie Girardot dans La Pianiste
- Meilleur film étranger : Mulholland Drive de David Lynch

### Prix Jutra
- Meilleur film québécois : Un crabe dans la tête d'André Turpin
- Meilleur réalisateur : André Turpin pour Un crabe dans la tête
- Meilleure actrice : Élise Guilbault dans La Femme qui boit
- Meilleur acteur : Luc Picard dans 15 février 1839
- Billet d'or (film le plus populaire): Les Boys 3 de Louis Saïa

### Autres récompenses
- Prix Romy-Schneider : Emma de Caunes

## Principales sorties en salles en France

### Premier trimestre
- Vanilla Sky (23 janvier)
- Astérix & Obélix : Mission Cléopâtre (30 janvier)
- Donnie Darko (30 janvier)
- À la folie... pas du tout (27 mars)
- Resident Evil (3 avril)

### Deuxième trimestre
- The Majestic (8 mai)
- Star Wars, épisode II : L'Attaque des clones (17 mai)
- Spider-Man (12 juin)
- Blade 2 (19 juin)

### Troisième trimestre
- Lilo & Stitch (22 juin)
- L'Âge de glace (26 juin)
- A+ Pollux (3 juillet)
- Scooby-Doo (10 juillet)
- Jason X (31 juillet)

### Quatrième trimestre
- Spirit, l'étalon des plaines (9 octobre)
- Stuart Little 2 (16 octobre)
- Solaris (19 novembre)
- La Planète au trésor, un nouvel univers (27 novembre)
- Ah ! si j'étais riche (27 novembre)
- Ivre de femmes et de peinture (27 novembre)
- Harry Potter et la Chambre des secrets (4 décembre)
- Séduction en mode mineur (4 décembre)
- C'est le bouquet ! (11 décembre)
- The Extremists (11 décembre)
- Fashion victime (11 décembre)
- Sweet Sixteen (11 décembre)
- Le Seigneur des anneaux : Les Deux Tours (18 décembre)
- Mon idole (18 décembre)
- Le papillon (18 décembre)
- Hyper Noël (18 décembre)
- Le Smoking (25 décembre)

## Principaux films de l'année
- Après la vie : drame franco-belge de et avec Lucas Belvaux avec Dominique Blanc, Gilbert Melki, Patrick Descamps
- Arrête-moi si tu peux : comédie américaine de Steven Spielberg avec Leonardo DiCaprio, Tom Hanks, Christopher Walken, Nathalie Baye.
- Bloody Sunday : drame britannico-irlandais de Paul Greengrass avec J. Nesbitt, A. Gildea.
- Confessions d'un homme dangereux : comédie dramatique américaine de et avec George Clooney.
- Dommage collatéral, film d'Andrew Davis, avec Arnold Schwarzenegger.
- Folle embellie : comédie franco-belge-canadienne de Dominique Cabrera avec Miou-Miou, Morgan Marinne, Jean-Pierre Léaud.
- Heaven : drame franco-allemand de Tom Tykwer avec Cate Blanchett, Giovanni Ribisi, Remo Girone (en).
- Kabala de Assane Kouyaté (Mali)
- Les Triplettes de Belleville : film d'animation franco-belge-canadien de Sylvain Chomet.
- Monsieur Schmidt : drame américain de Alexander Payne avec Jack Nicholson, Hope Davis, Dermot Mulroney
- Mystic River : policier américain de Clint Eastwood avec Sean Penn, Kevin Bacon, Tim Robbins
- Sweet Sixteen : drame britannique de Ken Loach avec Martin Compston, Annmarie Fulton.

## Box-office

### France
Article détaillé : Box-office France 2002
| Class.                    | Titre                                        | Pays                  | Réalisateur    | Box-Office France  | Semaines     |
| ------------------------- | -------------------------------------------- | --------------------- | -------------- | ------------------ | ------------ |
| 1.                        | Astérix & Obélix : Mission Cléopâtre         | France                | Alain Chabat   | 14 557 020 entrées | 31 sem (fin) |
| 2.                        | Harry Potter et la Chambre des secrets       | États-Unis d'Amérique | Chris Columbus | 9 144 701 entrées  | 20 sem (fin) |
| 3.                        | Le Seigneur des anneaux : Les Deux Tours     | États-Unis d'Amérique | Peter Jackson  | 7 074 194 entrées  | 23 sem (fin) |
| 4.                        | Spider-Man                                   | États-Unis d'Amérique | Sam Raimi      | 6 477 438 entrées  | 27 sem (fin) |
| 5.                        | Star Wars, épisode II : L'Attaque des clones | États-Unis d'Amérique | George Lucas   | 5 713 593 entrées  | 28 sem (fin) |
| Source :cbo-boxoffice.com |                                              |                       |                |                    |              |

### États-Unis
1. Spider-Man
2. Le Seigneur des anneaux : Les Deux Tours
3. Star Wars, épisode II : L'Attaque des clones
4. Harry Potter et la Chambre des secrets
5. Mariage à la grecque
6. Signes
7. Austin Powers dans Goldmember
8. Men in Black II
9. L'Âge de glace
10. Chicago

## Principaux décès

### Premier trimestre
- 11 janvier : Henri Verneuil, 80 ans, réalisateur, producteur et scénariste
- 13 janvier : Ted Demme, 38 ans, réalisateur
- 3 février : Raymond Gérôme, acteur et réalisateur
- 3 février : Julien Rassam, acteur
- 21 février : John Thaw, 60 ans, acteur
- 27 mars : Dudley Moore, 66 ans, acteur
- 27 mars : Billy Wilder, 95 ans, réalisateur

### Deuxième trimestre
- 7 avril : John Agar, 81 ans, acteur américain
- 8 avril : María Félix, 88 ans, actrice
- 22 avril : Linda Lovelace, 53 ans, actrice (films X)
- 10 mai : Yves Robert, 81 ans, réalisateur et acteur
- 29 juin : Rosemary Clooney, 74 ans, actrice et chanteuse

### Troisième trimestre
- 5 juillet : Katy Jurado, 78 ans, actrice
- 6 juillet : John Frankenheimer, 72 ans, réalisateur
- 9 juillet : Rod Steiger, 77 ans, acteur
- 23 juillet : Leo McKern, 82 ans, acteur
- 8 août : Jacques Richard, 71 ans, acteur français de doublage
- 18 août : Dean Riesner, 83 ans, scénariste
- 7 septembre : Katrin Cartlidge, 41 ans, actrice
- 11 septembre : Kim Hunter, 79 ans, actrice
- 14 septembre : LaWanda Page, 81 ans, actrice
- 16 septembre : James Gregory, 90 ans, acteur

### Quatrième trimestre
- 2 octobre : Bruce Paltrow, 58 ans, réalisateur
- 4 octobre : André Delvaux, réalisateur
- 10 octobre : Teresa Graves, 54 ans, actrice
- 20 octobre : Bernard Fresson, 71 ans, comédien
- 25 octobre : Christine Gouze-Rénal, productrice
- 25 octobre : Richard Harris, 72 ans, acteur
- 30 octobre : Juan Antonio Bardem, réalisateur
- 18 novembre : James Coburn, 74 ans, acteur
- 29 novembre : Daniel Gélin, 81 ans, acteur
- 30 décembre : Mary Brian, 96 ans, actrice